# باسمة سليمان
باسمة سليمان، (1947-) إعلامية وتربوية كويتية، وهي المذيعة الأولى في تاريخ تلفزيون الكويت، وكانت من الرواد فيه وفي إذاعة الكويت. تخرجت ضمن الدفعة الأولى لمعهد المعلمات الكويتيات في خمسينيات القرن العشرين.

## عنها
باسمة سليمان، ابنة الصيدلاني الكويتي ذي الأصول اللبنانية «سليمان سمعان الشمّاس إبراهيم».

## دراستها
تخرجت في 5 سبتمبر 1956 ضمن أوّل دفعة معلمات من معهد المعلمات الكويتيات، وبعد أن دخلت المجال الإعلامي درست في كلية لوس أنجلوس سيتي في الولايات المتحدة ما بين عامي 1966 و1969 حيث تخصصت في الإعلام.

## عملها
كانت باسمة سليمان مذيعة تلفزيون الكويت الأولى، وتعددت برامجها التلفزيونية، أبرزها: مجلة التلفزيون، والكاميرا مع الناس، وما يطلبه المشاهدون، وسهرة مع أهل الفن... وغيرها، وكانت إضافة إلى ذلك نائبة رئيس القسم الأجنبي في إذاعة الكويت.

## حياتها العائلية
تزوجت في عام 1966 بمحمد السنعوسي أثناء تواجدهما في الولايات المتحدة حيث كانا يكملان تعليمهما الإعلامي المتخصص، وأنجبت منه ثلاثة أولاد، ابنان وهما طارق وزياد، وابنة واحدة وهي لولوة.